# Der Fürsorger
Der Fürsorger (Originaltitel: Caretaker) ist der 90- bzw. 84-minütige Pilotfilm der US-amerikanischen Science-Fiction-Fernsehserie Star Trek: Raumschiff Voyager. Er wurde erstmals am 16. Januar 1995 auf dem Fernseh-Network UPN ausgestrahlt. Regie führte Winrich Kolbe, das Drehbuch stammte von Michael Piller, Jeri Taylor und Rick Berman, die zuvor bereits an anderen Star-Trek-Serien mitwirkten. Der Film wurde bei späteren Ausstrahlungen teilweise in zwei Episoden, Der Fürsorger, Teil 1 und Der Fürsorger, Teil 2, aufgeteilt.
Das im 24. Jahrhundert von Kathryn Janeway (gespielt von Kate Mulgrew) kommandierte Raumschiff Voyager soll ein in einer unwirtlichen Region des Alls verschwundenes Raumschiff der Widerstandsgruppe Maquis suchen, wird jedoch von einer hochentwickelten Lebensform, die auf der Suche nach einem Geschlechtspartner ist, an das andere Ende der Milchstraße transportiert, so dass eine Rückkehr in die Heimat-Föderation mindestens 70 Jahre dauern würde. Damit bereitet der Pilotfilm die Handlung der Serie vor, die den langen und beschwerlichen Heimweg der Voyager durch einen unerforschten Teil der Galaxis zeigt.

## Handlung
Ein Raumschiff des Maquis ist in ein Gefecht mit einem cardassianischen Schiff verwickelt. Da das Maquis-Schiff unterlegen ist, flüchten die Rebellen in die Badlands, eine Region mit gefährlichen Plasmastürmen und Gravitationsanomalien. Das cardassianische Schiff folgt dem Maquis-Schiff, wird durch eine Energieentladung schwer beschädigt und muss die Verfolgung aufgeben. Das Maquis-Schiff wird von einem Tetryonstrahl getroffen und von einer Energiewelle erfasst.
Währenddessen besucht Captain Janeway in einer Strafkolonie der Föderation den gefangenen Maquis-Piloten und ehemaligen Sternenflottenoffizier Tom Paris (gespielt von Robert Duncan McNeill). Sie bietet ihm an, als Beobachter auf einer Suchmission nach dem verschwundenen Maquis-Schiff mitzufliegen, da er die Badlands kennt. Janeways Interesse an dem Maquis-Schiff gilt in erster Linie ihrem Sicherheitschef Lieutenant Tuvok (gespielt von Tim Russ), der dort als Undercover-Agent eingesetzt ist. Außerdem soll die Maquis-Crew festgenommen werden. Als Belohnung für Paris’ Hilfe würde Janeway sich für seine Freilassung einsetzen.
Das Föderationsraumschiff Voyager startet unter Captain Janeway von Deep Space Nine in die Badlands. Dort wird sie ebenfalls von einem Tetryonstrahl getroffen und von einer Energiewelle erfasst. Als die Crew wieder zur Besinnung kommt, stellt sie schwere Schäden fest und die Tatsache, dass die Voyager sich 70.000 Lichtjahre von der vorherigen Position entfernt hat. Sie orten eine fremde Raumstation, die alle paar Sekunden einen Energieimpuls aussendet, sowie das gesuchte Maquis-Schiff in unmittelbarer Nähe.
Plötzlich wird die Crew aus der Voyager gebeamt und findet sich scheinbar auf einer Farm auf der Erde wieder. Janeway vermutet, dass sie auf einem Holodeck gelandet sind, und lässt nach einem holografischen Generator suchen. Dabei entdecken Tom Paris und Harry Kim (gespielt von Garrett Wang) in einer Scheune Anzeichen für eine fremde Lebensform, doch die Farmbewohner versuchen, sie an einer genaueren Untersuchung der Scheune zu hindern.
Da verwandelt sich die Scheune in das Innere einer Raumstation, wo die Maquis-Mitglieder bewusstlos auf Liegen aufgereiht sind. Die Crew der Voyager wird betäubt und findet sich ebenfalls auf Liegen wieder, wo sie von Nadeln durchbohrt werden. Als die Crewmitglieder wieder aufwachen, befinden sie sich wieder auf der Voyager und stellen fest, dass sie drei Tage lang fort waren. Einzig Kim fehlt. Das Maquis-Schiff will wegfliegen, doch die Voyager aktiviert den Traktorstrahl, um es zu halten. Janeway kontaktiert Chakotay (gespielt von Robert Beltran), den Captain des Maquis-Schiffs, der mit B’Elanna Torres (gespielt von Roxann Dawson) ebenfalls ein Crewmitglied vermisst. Janeway und Chakotay beschließen, zusammenzuarbeiten. Einige Maquis beamen sich auf die Voyager, wo Tuvok seine Tarnung aufgibt. Er berichtet, dass er auf der fremden Raumstation nur eine Lebensform identifizieren konnte, und vermutet, die Gefangennahme und Untersuchung auf den Liegen sollte ihrer biometrischen Einschätzung dienen. Offensichtlich erschienen dem unbekannten Entführer einzig Kim und Torres geeignet für seine Zwecke.
Janeway und Chakotay kehren mit zwei Teams auf die fremde Raumstation zurück, wo sie die Suche nach Torres und Kim aufnehmen. Auf der holografischen Farm begegnen sie einem alten Mann, der sich als Fürsorger vorstellt. Er verkündet, dass die beiden Vermissten nicht mehr anwesend seien und nicht mehr genug Zeit übrig sei. Er müsse eine Schuld begleichen, die nie beglichen werden könne.
Harry Kim und B’Elanna Torres erwachen in einer fremden Krankenstation, wo ihnen Humanoide aus dem Volk der Ocampa mitteilen, dass sie krank seien. Sie haben Geschwüre am ganzen Körper. Als Torres fliehen will, hindern die Ocampa sie daran und stellen sie ruhig. Währenddessen beschließt Janeway, nach den Reparaturarbeiten an der Voyager den Planeten anzufliegen, auf den die Raumstation ihre Energieimpulse schickt. In einem nahe gelegenen Trümmerfeld finden sie ein kleines Schiff, das dem Talaxianer Neelix (gespielt von Ethan Phillips) gehört. Der erklärt, der Fürsorger hole in letzter Zeit vermehrt Schiffe in die Region. Neelix nimmt an, dass die beiden vermissten Besatzungsmitglieder zu den Ocampa auf dem Planeten gebracht wurden. Er ist bereit, bei der Suche zu helfen.
Auf dem Planeten treffen sie eine Gruppe von Kazon-Ogla, die eine Ocampa namens Kes (gespielt von Jennifer Lien) gefangenhalten. Die Ocampa leben in einer in sich abgeschlossenen Welt im Inneren des Planeten, weil es auf der Oberfläche kein Wasser gibt, und werden vom Fürsorger mit allem Lebensnotwendigen versorgt. Kes ist kürzlich von dort geflohen. Mit Hilfe einer List kann Neelix die Kazon ablenken, und die Voyager beamt das Expeditionsteam samt Kes an Bord. Kes sagt zu, bei der Suche nach Torres und Kim zu helfen. Die werden inzwischen von den Ocampa wie Gäste behandelt. Mit Hilfe der Transporter gelangen Janeway, Chakotay, Paris, Tuvok, Neelix und Kes in die unterirdische Stadt der Ocampa, wo sie die Vermissten finden. Weil die Transporter durch Oberflächenstrahlung nicht funktionieren, müssen Paris und Neelix sich einen Weg an die Oberfläche des Planeten graben. Janeway, Tuvok und Chakotay werden auf ihrem Weg nach oben von herabfallenden Felsbrocken getroffen. Dabei bricht sich Chakotay ein Bein und wird von Paris gerettet. Alle kehren auf die Voyager zurück.
Beide Crews fliegen mit ihren Schiffen zurück zur Raumstation des Fürsorgers, um ihn um Hilfe bei ihrer Rückkehr zu bitten. Der lehnt ab. Er hat die Trockenheit des Planeten verschuldet und sieht sich darum in der Pflicht, für die Ocampa zu sorgen. Doch jetzt liegt er im Sterben; er wollte sich mit Torres’ und Kims Hilfe fortpflanzen, damit die Ocampa auch weiter versorgt wären. Er aktiviert eine Selbstzerstörungssequenz, um seine Station nach seinem Tod nicht in fremde Hände fallen zu lassen. Tuvok hat inzwischen eine Möglichkeit gefunden, mit Hilfe der Raumstation schnell wieder in die Heimat zurückkehren zu können. Unterdessen werden beide Schiffe von den Kazon angegriffen. Als eines der Kazon-Schiffe mit der Raumstation kollidiert, wird die Selbstzerstörung abgebrochen. Nach ihrer Rückkehr auf die Voyager, auf der sich inzwischen auch die Maquis-Crew befindet, die ihr Schiff geopfert hat, zerstört Janeway die Raumstation, um gemäß der obersten Direktive die Ocampa auch weiterhin zu schützen, obwohl dadurch die schnelle Rückkehr nach Hause unmöglich wird. Die Maquis sowie Neelix und Kes treten der Crew bei, Chakotay wird erster Offizier und Paris Pilot der Voyager. Zum Schluss setzt er auf Befehl Janeways einen Kurs nach Hause.

## Produktion

### Darsteller

#### Hauptdarsteller
Für die Rolle von Captain Janeway wurden zahlreiche Schauspielerinnen in Betracht gezogen. In die engere Auswahl kam unter anderem Susan Gibney, die zuvor Dr. Leah Brahms in zwei Folgen von Raumschiff Enterprise – Das nächste Jahrhundert gespielt hatte. Zunächst wurde Geneviève Bujold für die Rolle engagiert, die damals noch Nicole Janeway heißen sollte. Bei Drehbeginn zeigten sich jedoch große Probleme. Bujolds eher ruhiges Schauspiel passte nicht zu den anderen Darstellern. Außerdem kam Bujold, die vor allem in Theater- und Filmproduktionen mitwirkte, mit dem schnellen Drehtempo einer Fernsehserie nicht zurecht. Sie verließ die Serie daher nach zwei Drehtagen. Als Ersatz wurde Kate Mulgrew engagiert, die beim Vorsprechen die zweite Wahl für die Rolle des Captains gewesen war. Auf Mulgrews Wunsch wurde ihre Rolle in Kathryn Janeway umbenannt. Mulgrew übernahm diese Rolle erneut im Spielfilm Star Trek: Nemesis und in der animierten Serie Star Trek: Prodigy.
Robert Beltran, Darsteller von Commander Chakotay, übernahm diese Rolle erneut in der animierten Serie Star Trek: Prodigy.
Robert Duncan McNeill, Darsteller von Tom Paris, hatte zuvor bereits in Folge 5.19 (Ein missglücktes Manöver) von Raumschiff Enterprise – Das nächste Jahrhundert den Sternenflotten-Kadetten Nicholas Locarno gespielt. Locarno diente als Vorbild für Paris. Das Produktionsteam fand jedoch, dass die Figur Locarno aufgrund ihres Verhaltens nicht rehabilitierbar sei. Daher wurde zwar der Schauspieler McNeill als Hauptdarsteller für die neue Serie Star Trek: Raumschiff Voyager engagiert, für ihn wurde allerdings die neue Rolle des Tom Paris geschaffen, der deutlich positivere Charakterzüge aufwies als Locarno. In Star Trek: Lower Decks hatte McNeill später Gastauftritte sowohl als Tom Paris als auch als Nick Locarno. Er war außerdem in jeweils vier Folgen von Star Trek: Raumschiff Voyager und Star Trek: Enterprise als Regisseur tätig.
Ethan Phillips, der Darsteller von Neelix, hatte zuvor bereits den Ferengi Dr. Farek in Folge 3.24 (Die Damen Troi) von Raumschiff Enterprise – Das nächste Jahrhundert gespielt. Im Spielfilm Star Trek: Der erste Kontakt von 1996 hatte er einen Cameo-Auftritt als holografischer Nachtclub-Kellner. In Folge 1.19 (Raumpiraten) von Star Trek: Enterprise aus dem Jahr 2002 spielte er den Ferengi Ulis.
Robert Picardo, Darsteller des holografischen Doktors, spielte später auch dessen Erfinder Dr. Lewis Zimmerman in drei Folgen von Star Trek: Raumschiff Voyager und einer Folge von Star Trek: Deep Space Nine. Die Rolle des holografischen Doktors übernahm Picardo außerdem im Spielfilm Star Trek: Der erste Kontakt und in der zweiten Staffel der animierten Serie Star Trek: Prodigy.
Tim Russ, Darsteller von Tuvok, hatte zuvor bereits Devor in Folge 6.18 (In der Hand von Terroristen) von Raumschiff Enterprise – Das nächste Jahrhundert, den Klingonen T’Kar in Folge 2.04 (Der Symbiont) von Star Trek: Deep Space Nine und einen Sternenflottenoffizier im Spielfilm Star Trek: Treffen der Generationen gespielt. In der Rolle des Tuvok war Russ später auch in je einer Folge von Star Trek: Deep Space Nine und Star Trek: Picard zu sehen.

#### Neben- und Gastdarsteller
Josh Clark, der die Nebenrolle des Lieutenant Carey übernahm, hatte zuvor bereits einen Sicherheitsoffizier in Folge 1.08 (Das Gesetz der Edo) von Raumschiff Enterprise – Das nächste Jahrhundert gespielt.
Majel Barrett sprach in Star Trek: Raumschiff Voyager wie schon in den Vorgängerserien Raumschiff Enterprise, Die Enterprise, Raumschiff Enterprise – Das nächste Jahrhundert und Star Trek: Deep Space Nine die Computerstimme der Föderationsraumschiffe ein. Zuvor hatte Barrett bereits in dem 1965 produzierten, aber damals nicht ausgestrahlten Star-Trek-Pilotfilm Der Käfig die erste Offizierin der USS Enterprise NCC 1701, Nummer Eins, und in mehreren Folgen von Raumschiff Enterprise und Die Enterprise sowie zwei Spielfilmen die Krankenschwester Christine Chapel gespielt. In Die Enterprise sprach sie außerdem die Nebenfigur Lieutenant M’Ress und zahlreiche Gastrollen. In Raumschiff Enterprise – Das nächste Jahrhundert und Star Trek: Deep Space Nine spielte sie außerdem die Nebenfigur Lwaxana Troi.
Mit dem Gastauftritt von Armin Shimerman, in der Rolle des Quark, einer der Hauptfiguren von Star Trek: Deep Space Nine wurde die Tradition der „Staffelstab-Übergabe“ in den Pilotfolgen der Star-Trek-Serien der 1980er und 1990er Jahre fortgesetzt. Im Pilotfilm Der Mächtige / Mission Farpoint von Raumschiff Enterprise – Das nächste Jahrhundert hatte DeForest Kelley einen kurzen Auftritt als Leonard McCoy, der Schiffsarzt der alten Enterprise aus den Vorgängerserien Raumschiff Enterprise und Die Enterprise. 1993 hatte Patrick Stewart, Hauptdarsteller in  Raumschiff Enterprise – Das nächste Jahrhundert, als Jean-Luc Picard einen Gastauftritt im Pilotfilm Der Abgesandte von Star Trek: Deep Space Nine. Zudem wurde die von Colm Meaney gespielte Nebenfigur des Miles O’Brien als Hauptfigur in die neue Serie übernommen.
Bruce French, Darsteller des Ocampa-Doktors, hatte zuvor bereits den Betazoiden Sabin Genestra in Folge 4.21 (Das Standgericht) von Raumschiff Enterprise – Das nächste Jahrhundert gespielt. Er spielte später noch einen Son'a-Offizier im Spielfilm Star Trek: Der Aufstand und einen vulkanischen Mönch in Folge 1.07 (Doppeltes Spiel) von Star Trek: Enterprise.
Jennifer Parsons, Darstellerin der Ocampa-Krankenschwester, spielte später auch Miranda O’Brien in Folge 5.22 (Kinder der Zeit) von Star Trek: Deep Space Nine.
David Selburg, Darsteller von Toscat, hatte zuvor bereits zwei Gastrollen in je einer Folge von Raumschiff Enterprise – Das nächste Jahrhundert gespielt. Er spielte später noch einen vulkanischen Captain in Folge 2.02 (Carbon Creek) von Star Trek: Enterprise.
Jeff McCarthy, Darsteller des Chefarztes der Voyager, hatte zuovr bereits Roga Danar in Folge 3.11 (Die Verfemten) von Raumschiff Enterprise – Das nächste Jahrhundert gespielt.
Scott MacDonald, Darsteller von Fähnrich Rollins, hatte zuvor bereits Tosk in Folge 1.06 (Tosk, der Gejagte) von Star Trek: Deep Space Nine und Subcommander N’Vek in Folge 6.14 (Das Gesicht des Feindes) von Raumschiff Enterprise – Das nächste Jahrhundert gespielt. Er spielte später noch einen Jem’Hadar in Folge 4.04 (Der Hippokratische Eid) von Star Trek: Deep Space Nine. In der dritten Staffel von Star Trek: Enterprise spielte er in acht Folgen die wiederkehrende Nebenfigur des Xindi-Reptilianers Dolim.
Richard Poe hat hier seinen letzten Auftritt als Gul Evek. Er hatte diese Rolle zuvror bereits in zwei Folgen von Raumschiff Enterprise – Das nächste Jahrhundert und drei Folgen von Star Trek: Deep Space Nine verkörpert.
Scott Jaeck erhielt für seine Darstellung des Lieutenant Commander Cavit keine Nennung in den Credits der Folge, obwohl es sich um eine größere Sprechrolle handelte. Jaeck hatte zuvor bereits den Administrator in Folge 5.25 (Das zweite Leben) von Raumschiff Enterprise – Das nächste Jahrhundert gespielt.
Mark Allen Shepherd übernahm hier die Rolle von Morn (einem Dauergast in Quarks Bar auf Deep Space Nine), die er auch in zahlreichen Folgen von Star Trek: Deep Space Nine verkörperte. Da es sich nicht um eine Sprechrolle handelte, erhielt Shepherd hierfür keine Erwähnung in den Credits der Folge.

### Kostüme
Tuvok trägt in dieser und mehreren weiteren Episoden das Rangzeichen eines Lieutenant Commanders, obwohl er lediglich Lieutenant ist. Dieser Kostümfehler wurde erst in Folge 1.13 (Bewusstseinsverlust) korrigiert. In Folge 4.05 (Der Isomorph) wird Tuvok schließlich tatsächlich zum Lieutenant Commander befördert.

## Kritik
Das Lexikon des internationalen Films urteilte: „Naives Science-Fiction-Abenteuer, das den politischen Kurs der USA spiegelt; tricktechnisch ein nicht gerade berauschender Film.“
Terry J. Erdmann und Paula M. Block listen Der Fürsorger in ihrem 2008 erschienenen Referenzwerk Star Trek 101 als eine der zehn wichtigsten Folgen der Serie Star Trek: Raumschiff Voyager auf.
Charlie Jane Anders führte Der Fürsorger 2014 auf gizmodo.com in einer Liste der 100 besten bis dahin ausgestrahlten Star-Trek-Folgen auf Platz 54.
Dany Roth erstellte 2016 für die Website syfy.com ein Ranking der Pilotepisoden aller bis dahin erschienenen Star-Trek-Realfilmserien. Der Fürsorger führte er dabei auf Platz 4.
Aaron Couch und Graeme McMillan erstellten 2016 anlässlich des 50-jährigen Jubiläums von Star Trek in Zusammenarbeit mit verschiedenen Beteiligten aus dem Franchise für den Hollywood Reporter eine Liste der 100 besten bis dahin ausgestrahlten Folgen. Der Fürsorger wurde hierbei auf Platz 84 gewählt.
Angelica Jade Bastién schrieb 2017 auf vulture.com eine Einführung für Neulinge ins Star-Trek-Franchise und nannte dabei Der Fürsorger als die Folge, die am besten einen Einstieg in die Serie Star Trek: Raumschiff Voyager ermöglicht.
Valerie Complex erstellte 2017 für die Website gamespot.com ein Ranking der Pilotepisoden aller bis dahin erschienenen Star-Trek-Serien. Der Fürsorger führte sie dabei auf Platz 3.
Kristy Ambrose führte Der Fürsoger 2019 auf screenrant.com in einer Liste der 5 besten Folgen von Star Trek: Raumschiff Voyager auf Platz 5.
Phil Pirrello erstellte 2020 auf syfy.com eine Liste der 15 besten Folgen von Star Trek: Raumschiff Voyager. Der Fürsorger landete dabei auf Platz 15.
Keith DeCandido bewertete Der Fürsorger 2020 auf tor.com als eine insgesamt eher durchschnittliche Folge von Star Trek: Raumschiff Voyager, die einen guten Start für die Grundprämisse der Serie liefere und recht gut darin sei, die Hauptfiguren einzuführen, wenngleich auch noch nicht alle sehr viel zu tun hätten. Insbesondere Janeway und Tuvok hob er hier positiv hervor. Probleme hatte er hingegen mit den Figuren Tom Paris und Chakotay. Robert Duncan McNeill hatte in Raumschiff Enterprise – Das nächste Jahrhundert die eher negativ gezeichnete Figur des Nicholas Locarno gespielt. Seine neue Rolle des Tom Paris war sehr ähnlich, allerdings mit positiven Charakterzügen angelegt. Die Folge verschwendet nach DeCandido zu viel Zeit damit, Paris charakterlich von Locarno abzugrenzen. Noch schlimmer fand er Chakotay, dessen Darstellung als Angehöriger eines indigenen nordamerikanischen Volkes er als „haarsträubend“ bezeichnete, da sie ausschließlich auf generischen Stereotypen basierte. Negativ fiel ihm außerdem auf, dass der Tod zahlreicher Besatzungsmitglieder der Voyager ihre überlebenden Kameraden emotional kaum berührt und dass sie nach ihrem Ableben nie wieder erwähnt werden.
Monita Mohan zählte Der Fürsorger 2022 auf der Website collider.com zu den 25 besten Folgen von Star Trek: Raumschiff Voyager.
Dusty Stowe erstellte 2023 für die Website screenrant.com ein Ranking der Pilotepisoden aller elf bis dahin veröffentlichten Star-Trek-Serien (Die Anthologie-Serie Star Trek: Short Treks blieb unberücksichtigt). Der Fürsorger führte er dabei auf Platz 11 von 12.

## Auszeichnungen
Emmy-Verleihung 1995
- Outstanding Individual Achievement – Special Visual Effects
- nominiert für:
  - Outstanding Individual Achievement in Costume Design for a Series
  - Outstanding Individual Achievement in Hairstyling for a Series
  - Outstanding Individual Achievement in Music Composition for a Series (Dramatic Underscore)

## Buchausgabe
- L. A. Graf: Der Beschützer. Heyne, 1995, ISBN 978-3-453-09431-4.